# Towarzystwo Przyjaciół Dzieci i Młodzieży
Towarzystwo Przyjaciół Dzieci i Młodzieży zostało założone w 1956 r. w Wandsworth w Londynie. Kierowała nim Melania Arciszewska, współzałożycielka,  żona premiera  Tomasza Arciszewskiego. Towarzystwo prowadziło m.in. bursę i szkołę sobotnią.